# Thônes
Thônes là một xã trong tỉnh Haute-Savoie thuộc vùng Rhône-Alpes đông nam Pháp.

## Geography
The Fier flows northwestward through the middle of the commune and crosses the village.

## People
- Émile Paganon, Alpine guide and skier